# Syllis
Syllis är ett släkte av ringmaskar som beskrevs av de Lamarck 1818. Syllis ingår i familjen Syllidae.

## Dottertaxa tillSyllis, i alfabetisk ordning[1][2]
- Syllis abyssicola
- Syllis alosae
- Syllis alternata
- Syllis amica
- Syllis armillaris
- Syllis atlantica
- Syllis bacilligera
- Syllis barbata
- Syllis bella
- Syllis beneliahuae
- Syllis biocula
- Syllis brasiliensis
- Syllis breviarticulata
- Syllis brevicirrata
- Syllis brevicirris
- Syllis brevicollis
- Syllis brevis
- Syllis buchholziana
- Syllis caeca
- Syllis californica
- Syllis castroviejoi
- Syllis ciliata
- Syllis cirrita
- Syllis columbretensis
- Syllis compacta
- Syllis corallicola
- Syllis cornuta
- Syllis corsucans
- Syllis cruzi
- Syllis curticirris
- Syllis czerniavskyi
- Syllis danieli
- Syllis elongata
- Syllis ergeni
- Syllis erythropis
- Syllis exiliformis
- Syllis eximia
- Syllis fasciata
- Syllis ferrani
- Syllis filiformis
- Syllis fissipara
- Syllis flaccida
- Syllis fusicornis
- Syllis garciai
- Syllis gerlachi
- Syllis gerundensis
- Syllis glandulata
- Syllis golfonovensis
- Syllis gracilis
- Syllis heterochaeta
- Syllis hyalina
- Syllis hyllebergi
- Syllis hyperioni
- Syllis incisa
- Syllis jorgei
- Syllis kabilica
- Syllis krohni
- Syllis krohnii
- Syllis latifrons
- Syllis licheri
- Syllis limbata
- Syllis longesegmentata
- Syllis lunaris
- Syllis lutea
- Syllis lyrochaetus
- Syllis macroceras
- Syllis macroura
- Syllis maculosa
- Syllis maryae
- Syllis mayeri
- Syllis monilaris
- Syllis moniliformis
- Syllis mytilorum
- Syllis neglecta
- Syllis nepiotoca
- Syllis nidrosiensis
- Syllis nigra
- Syllis nigricirris
- Syllis nigriscens
- Syllis notocera
- Syllis nuchalis
- Syllis obscura
- Syllis oerstedi
- Syllis onkylochaeta
- Syllis ortizi
- Syllis parapari
- Syllis parturiens
- Syllis pectinans
- Syllis picta
- Syllis pontica
- Syllis pontxioi
- Syllis prolifera
- Syllis prolixa
- Syllis pseudoarmillaris
- Syllis pulvinata
- Syllis punctulata
- Syllis quadrifasciata
- Syllis quaternaria
- Syllis ramosa
- Syllis regulata
- Syllis remex
- Syllis riojai
- Syllis robertianae
- Syllis rosea
- Syllis rudolphi
- Syllis sardai
- Syllis schulzi
- Syllis sclerolaema
- Syllis sexoculata
- Syllis singulisetis
- Syllis stenura
- Syllis tiedemanni
- Syllis torquata
- Syllis truncata
- Syllis tyrrhena
- Syllis umbricolor
- Syllis valida
- Syllis variegata
- Syllis westheidei
- Syllis violacea
- Syllis vittata
- Syllis vivipara